# Alexander Bergenthal
Alexander Bergenthal (* 11. Mai 1941 in Ziegenhals; † 8. Juli 1992 in Limburg an der Lahn) war ein Brigadegeneral des Heeres der Bundeswehr. Er hatte Verwendungen im Bundesnachrichtendienst und Militärischen Abschirmdienst. Zuletzt war er Brigadekommandeur der Luftlandebrigade 25 in Calw, die er bis zu seinem Tod führte.

## Leben
Bergenthal trat am 2. Oktober 1961 als Rekrut beim Fallschirmjägerbataillon 252 in Nagold in die Bundeswehr ein. Von April bis Dezember 1963 besuchte er die Heeresoffizierschule III in München, wo er am 1. Oktober 1963 zum Leutnant ernannt wurde. Von Januar bis September 1964 war er Zugführer in der Ausbildungskompanie 1/9 in Esslingen. Dort brach am 16. Juli 1964 einer seiner Rekruten, der 20-jährige Rekrut Anton Deigl, auf dem Rückmarsch von einer Geländeübung zusammen und starb. In der Ausbildungskompanie 6/9 hatte es bereits zwei Jahre zuvor einen ähnlichen Vorfall gegeben. Bergenthal wurde zeitweise vom Dienst suspendiert und ein Disziplinarverfahren eingeleitet.
Von Oktober 1964 bis September 1965 war Bergenthal Verbindungs- und Versorgungsoffizier und von Oktober 1965 bis März 1967 Zugführer im Fallschirmjägerbataillon 262 in Bergzabern, wo er am 7. Oktober 1966 zum Oberleutnant befördert wurde. Anschließend war er von April 1967 bis März 1969 Offizier für Militärisches Nachrichtenwesen und Personalwesen (S2/S1) im Stab des Fallschirmjägerbataillons 262 in Oberbexbach, wohin das Bataillon verlegt worden war. Von März 1969 bis März 1970 war er Hörsaalleiter in der Lehrgruppe C der und Inspektionschef in der Lehrgruppe A der Luftlande- und Lufttransportschule in Altenstadt, wo er am 6. Oktober 1969 zum Hauptmann ernannt wurde. Danach war er von April 1970 bis September 1971 Kompaniechef im Fallschirmjägerbataillon 262 in Oberbexbach und von Oktober 1971 bis März 1972 Kompaniechef der Mörserkompanie 470 in Oberbexbach.
Von 1972 bis 1974 absolvierte Bergenthal den 15. Generalstabslehrgang Heer an der Führungsakademie der Bundeswehr in Hamburg, wo er zum Offizier im Generalstabsdienst ausgebildet wurde und am 1. Oktober 1973 zum Major befördert wurde. Anschließend war er von Oktober 1974 bis September 1977 Referent im Bundesnachrichtendienst, wo er am 15. November 1976 Oberstleutnant wurde. Von Oktober 1977 bis September 1980 war er Generalstabsoffizier für Planung, Ausbildung und Organisation (G3) der Luftlandebrigade 25 in Calw und nahm vom 25. Januar bis 27. Juni 1980 an einem Lehrgang am Armed Forces Staff College in Norfolk teil. Von Oktober 1980 bis September 1982 war er Bataillonskommandeur der Fallschirmjägerbataillons 261 in Lebach und im Folgenden von Oktober 1982 bis März 1984 G3 Dezernatsleiter Ausbildung in der Abteilung 1 des Heeresamtes in Köln. Am 1. April 1984 wurde er Chef des Stabes der 5. Panzerdivision in Diez sowie zum Oberst ernannt und war von Oktober 1987 bis Juli 1989 Chef des Stabes des Amtes für den Militärischen Abschirmdienst in Köln. Ihm folgte Peter Schafranek nach. Vom 3. Juli 1989 bis 6. Juni 1990 besuchte er einen Lehrgang am United States Army War College in Carlisle.
Am 7. Juni 1990 wurde Bergenthal Brigadekommandeur der Luftlandebrigade 25 in Calw. 1991 war er maßgeblich an der Operation Kurdenhilfe beteiligt. Am 1. April 1992 wurde er zum Brigadegeneral befördert. Am 8. Juli 1992 erlag er mit 51 Jahren einem schweren Kehlkopf-Leiden.

## Auszeichnungen
- Ehrenkreuz der Bundeswehr in Gold[2]